# نویالبنرویت
نویالبنرویت (به آلمانی: Neualbenreuth) یک شهر در آلمان است که در Tirschenreuth واقع شده‌است. نویالبنرویت ۱٬۵۴۱ نفر جمعیت دارد.